# كولين دانييل
كولين دانييل (بالإنجليزية: Colin Daniel) (15 فبراير 1988 في المملكة المتحدة - ) هو لاعب كرة قدم بريطاني في مركز الوسط. لعب مع بورت فايل وماكليسفيلد تاون وإيستوود تاون ‏ وليك تاون ‏ ونادي مانسفيلد تاون ونادي كرو ألكساندرا وإف سي هاليفاكس تاون وغرايز أتلاتيك ‏.

## وصلات خارجية
- كولين دانييل على موقع قاعدة بيانات كرة القدم.إي يو (الإنجليزية)
- كولين دانييل على موقع Soccerbase.com (لاعب) (الإنجليزية)